# Whyred
Whyred var ett svenskt klädmärke grundat 1999 i Stockholm. 2014 tilldelades märket Damernas Världs designpris Guldknappen. Augusti 2021 försattes Whyred i konkurs.

## Grundandet
Whyreds grundades av Roland Hjort, Lena Patriksson och Jonas Clason. De före detta kollegorna på H&M försökte kombinera kollektiva färdigheter inom design, produktion och marknadsföring samt utveckla företaget till ett ledande europeiskt förstklassigt modevarumärke. Roland Hjort ansvarade senare för damkollektionerna och Jonas Bladmo ansvarade för herrkollektioner.

## Inspiration
Inspirationen bakom namnet Whyred kom ifrån Roland Hjorts morfar, konstnären Sven X:et Erixon, som i en radiointervju från femtiotalet blev frågad om vilken färg som var hans favoritfärg. Eftersom hans tavlor är kända för sin omfattande palett, visste han inte riktigt hur han skulle svara på frågan. Det slutade med att han svarade ”Red”, varpå journalisten frågade ”Why red?” på vilket Erixon svarade ”Well… Blue then”.[källa behövs]
Whyred lanserade en serie projekt vid namn Whyred Art Projects, som var en serie samarbeten mellan såväl svenska som internationella konstnärer. Projekten skulle positioneras utanför kollektionerna inom konstvärlden. Målet med detta projekt var att markera modern och samtida konst och genom detta hitta inspiration och nya perspektiv.[källa behövs]

## Marknad
Whyred var tillgängligt i ungefär 230 utvalda butiker i 21 länder som bland annat innefattar Sverige, Danmark, Norge, Tyskland, Holland, Belgien, Frankrike, Italien, Spanien, Grekland, Storbritannien, USA, Kanada, Hong Kong och Japan. [källa behövs]
Whyred hade kontor i Stockholm och var representerat av distributörer i Tyskland, Norge, Danmark och Japan.[källa behövs]

## Viktiga årtal
- Våren 1999 Den första herrkollektionen lanserades
- Våren 2000 Den första damkollektionen lanserades
- Våren 2001 Dörrarna till den första fristående butiken i Stockholm slogs upp
- Våren 2006 Den första glasögonkollektionen lanserades.
- Våren 2006 vann Whyred och Roland Hjort utmärkelsen Årets Designer på Elle-galan.
- Våren 2007 Whyred lanserade en komplett skokollektion för både herr och dam.
- Hösten 2008 Whyred och företagets chefsdesigner Roland Hjort vann Cafés Stora Modepris
- Sommaren 2014 Whyred vann Damernas Världs Pris Guldknappen
- Hösten 2014 Whyred vann pris för årets designduo av Habit